# قلعة بندينيس
قلعة بندينيس (بالإنجليزية:Pendennis) وتعني قلعة الرأس، هي قلعة مدفعية بناها هنري الثامن بالقرب من فالماوث، كورنوال في إنجلترا بين عامي 1540 و1542. شكلت جزءًا من سلسلة دفاعية لتحصين إنجلترا من جهة فرنسا والإمبراطورية الرومانية المقدسة، وحماية مصب نهر فال.
وُسعت القلعة نهاية القرن السادس عشر للتعامل مع التهديد الإسباني المتزايد، من خلال حلقة من الأسوار الحجرية والمعاقل التي بُنيت حول القلعة القديمة. شهدت القلعة الحرب الأهلية الإنجليزية، عندما احتلها الملكيون، ولم يستولي عليها البرلمانيون إلا بعد حصار طويل في عام 1646. وفي عام 1660 قام تشارلز الثاني بتجديد القلعة بعد استعادة العرش.
أدت المخاوف المستمرة بشأن الغزو الفرنسي المحتمل إلى تحديث دفاعات القلعة وتدعيمها في ثلاثينيات القرن الثامن عشر وتسعينيات القرن التاسع عشر؛ خلال الحروب النابليونية، وكانت القلعة تحتوي على 48 مدفعية. وُضع حقل ألغام يعمل بالكهرباء عبر نهر فال في ثمانينيات وتسعينيات القرن التاسع عشر.
أعيد تسليح القلعة خلال الحرب العالمية الأولى لكنها لم تشهد أي عمل حربي وأعيد تسليحها مرة أخرى خلال الحرب العالمية الثانية لصد الطائرات الألمانية، ولكن في عام 1956، أُوقف تشغيلها.
تعتبر وكالة التراث التاريخي الإنجليزي أن هذا القلعة «أحد أفضل الأمثلة على الحصون الدفاعية في فترة ما بعد القرون الوسطى في البلاد».

## البناء
بُنيت قلعة بندينيس بسبب التوترات الدولية بين إنجلترا وفرنسا والإمبراطورية الرومانية المقدسة في السنوات الأخيرة من حكم الملك هنري الثامن. في البداية لم يكن الملك مهتماً ببناء القلعة حيث ترك الدفاعات الساحلية للوردات والمجتمعات المحلية، ولم يلعب سوى دور متواضع في بناء التحصينات هناك، لأن الغزو الفعلي لإنجلترا لم يكن متوقعاً. كانت الدفاعات الأساسية، التي تحيط حول المباني والأبراج البسيطة، موجودة في الجنوب الغربي وعلى طول ساحل ساسكس، ولكن بشكل عام كانت التحصينات محدودة جدًا من حيث الحجم.
في عام 1533، انفصلت كنيسة إنجلترا عن البابا بولس الثالث لإلغاء زواج طويل الأمد من زوجته كاثرين أراغون وتزوج مرة أخرى. كانت كاثرين عمة تشارلز الخامس، الإمبراطور الروماني المقدس، والذي اعتبر الفسخ إهانة شخصية له. أدى ذلك إلى إعلان فرنسا والإمبراطورية تحالفًا ضد هنري عام 1538، وشجع البابا البلدين على مهاجمة إنجلترا. ردًا على ذلك، أصدر هنري أمرًا عام 1539، يعطي تعليمات للدفاع عن المملكة في وقت الغزو وبناء الحصون على طول الساحل الإنجليزي.
كان امتداد المياه المعروف باسم طرق كاريك عند مصب نهر فال مرسى مهمًا يخدم السفن القادمة من المحيط الأطلسي والبحر الأبيض المتوسط. بُني برج مدفع صغير، يسمى ليتل دينيس بلوكهاوس، في عام 1539 ويطل على المدخل، ووُضعت خطط لحماية المرسى بشكل أكبر بخمس قلاع إضافية. لكن بُني اثنتين فقط من هذه المباني، وهما بندينيس وسانت ماوس، وتقعان على جانبي الممر المائي. حيث أشرف جون كيليجرو، وهو عضو بارز في طبقة النبلاء، على بناء بندينيس. حيث بُنيت على أرضه وعُيّن قائدًا أولًا لها. وكلف بناء قلعة بندينيس 5614 جنيهًا إسترلينيًا.

## معمارية القلعة

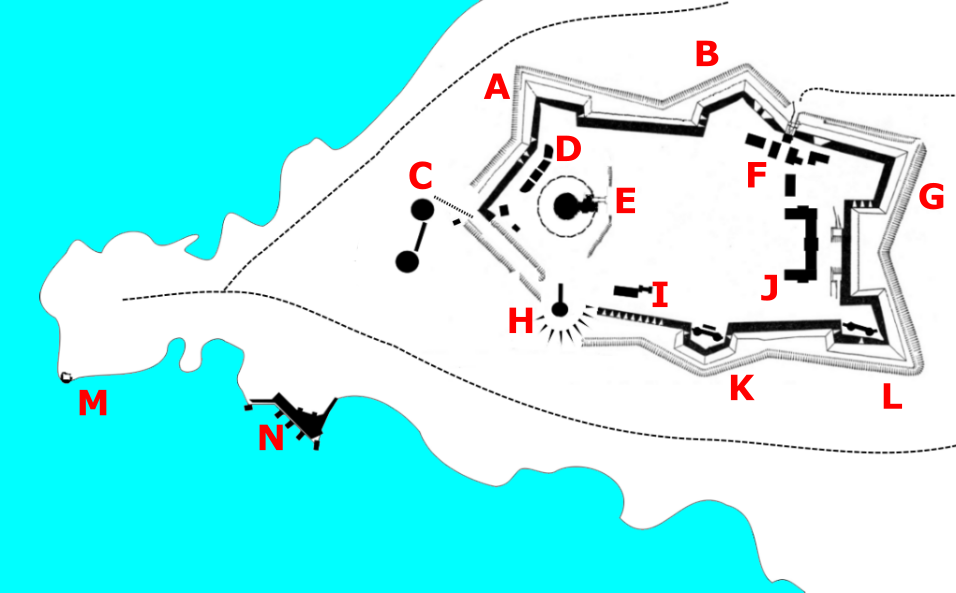
مخطط القلعة

تقع قلعة بندينيس في نهاية شبه الجزيرة، وتطل على ممر كاريك البحري. وهي تشمل الحصن الأصلي الذي يعود إلى القرن السادس عشر، وتحيط به حلقة من الدفاعات الخارجية، مبنية على أسوار بُنيتها خلال القرنين الثامن عشر والتاسع عشر والعشرين. وثكنات مدافع محصنة تقع بالقرب من الشاطئ.
تقع بوابة القلعة على الجانب الغربي من الأسوار ويعود تاريخها إلى عام 1700. تتميز بواجهة كلاسيكية، مع جسر حجري بني منتصف القرن التاسع عشر يمتد عبر الخندق الخارجي. بُنيت الأسوار من الحجر مع خنادق مائية. شمال بوابة الحراسة توجد حصون سميثويك وكاريك ماونت، حيث زودت الأخيرة بمدافع سريعة إطلاق النار من عام 1903.

### فهرس
1. ↑  وصلة مرجع: https://vocaleyes.co.uk/research/heritage-access-2022/benchmark/. الوصول: 8 فبراير 2023.
2. ↑  "Mapping Museums".
3. 1 2  وصلة مرجع: https://vocaleyes.co.uk/research/heritage-access-2022/benchmark/. الوصول: 9 فبراير 2023.
4. ↑  مذكور في: National Heritage List for England. رقم قائمة التراث الوطني لإنجلترا: 1270096. الوصول: 15 نوفمبر 2019.
5. ↑  BDRC Continental (2011). "Visitor Attractions, Trends in England, 2010" (PDF). Visit England. ص. 65. مؤرشف من الأصل (PDF) في 2015-09-19. اطلع عليه بتاريخ 2015-09-19.
6. ↑  "Pendennis Peninsula Fortifications". Historic England. مؤرشف من الأصل في 2023-01-03. اطلع عليه بتاريخ 2015-12-21.
7. ↑  Thompson 1987; Hale 1983
8. ↑  King 1991
9. ↑  Morley 1976
10. 1 2  Hale 1983; Harrington 2007
11. ↑  Morley 1976; Hale 1983
12. ↑  Harrington 2007; Walton 2010
13. 1 2  Pattison 2009; Jenkins 2007
14. ↑  Jenkins 2007
15. 1 2 3 4 5 6 7  Pattison 2009
16. ↑  Harrington 2007
17. ↑  Pattison 2009; "Significance of Pendennis Castle". English Heritage. مؤرشف من الأصل في 2023-01-03. اطلع عليه بتاريخ 2015-12-21.

### المعلومات الكاملة للمراجع
- Biddle، Martin؛ Hiller، Jonathon؛ Scott، Ian؛ Streeten، Anthony (2001). Henry VIII's Coastal Artillery Fort at Camber Castle, Rye, East Sussex: An Archaeological Structural and Historical Investigation. Oxford, UK: Oxbow Books. ISBN:0904220230.
- Department of the Environment (1975). Pendennis and St Mawes Castles. London, UK: Her Majesty's Stationery Office. OCLC:886485719.
- Hale، John R. (1983). Renaissance War Studies. London, UK: Hambledon Press. ISBN:0907628176.
- Harrington، Peter (2003). English Civil War Fortifications 1642–51. Oxford, UK: Osprey. ISBN:9781472803979.
- Harrington، Peter (2007). The Castles of Henry VIII. Oxford, UK: Osprey Publishing. ISBN:9781472803801.
- Jenkins، Stanley C. (2007). "St Mawes Castle, Cornwall". Fort. ج. 35: 153–172.
- King، D. J. Cathcart (1991). The Castle in England and Wales: An Interpretative History. London, UK: Routledge Press. ISBN:9780415003506.
- Maurice-Jones، K. W. (2012) [1959]. The History of Coast Artillery in the British Army. Uckfield, UK: The Naval and Military Press. ISBN:9781781491157.
- Morley، B. M. (1976). Henry VIII and the Development of Coastal Defence. London, UK: Her Majesty's Stationery Office. ISBN:0116707771.
- Oliver، Samuel Pasfield (1875). Pendennis and St Mawes: An Historical Sketch of Two Cornish Castles. Truro, UK: W. Lake. OCLC:23442843. مؤرشف من الأصل في 2016-10-13.
- Pattison، Paul (2009). Pendennis Castle and St Mawes Castle. London, UK: English Heritage. ISBN:9781848020221.
- Stoyle، Mark (2000). ""The Gear Rout": The Cornish Rising of 1648 and the Second Civil War". Albion: A Quarterly Journal Concerned with British Studies. ج. 32 ع. 1: 37–58. DOI:10.2307/4053986. JSTOR:4053986.
- Thompson، M. W. (1987). The Decline of the Castle. Cambridge, UK: Cambridge University Press. ISBN:1854226088.
- Tomlinson، Howard (1973). "The Ordnance Office and the King's Forts, 1660–1714". Architectural History. ج. 16: 5–25. DOI:10.2307/1568302. JSTOR:1568302. S2CID:195055694.
- Walton، Steven A. (2010). "State Building Through Building for the State: Foreign and Domestic Expertise in Tudor Fortification". Osiris. ج. 25 ع. 1: 66–84. DOI:10.1086/657263. S2CID:144384757.